# 社会主義的生活様式にふさわしい髪型にしよう
『社会主義的生活様式にふさわしい髪型にしよう』（しゃかいしゅぎてきせいかつようしきにふさわしいかみがたにしよう、朝: 사회주의적생활양식에 맞게 머리단장을 하자）は朝鮮民主主義人民共和国のプロパガンダ政策の一環として、2004年から2005年にかけて放送された望ましい整容と服装に関する規定を宣伝した番組である。
この番組は朝鮮中央テレビから発信され、後に一部が「BBC One」でも再放送された。番組の主張によれば、髪は伸びるたびに身体に必要な栄養を奪うため、長い髪は知能に影響を与える。長年にわたって北朝鮮政府は「社会主義的価値観」にそぐわない髪型と服装の指導を行っており、「社会主義的生活様式にふさわしい髪型にしよう」もその流れのなかにある。

## 北朝鮮の服装規定

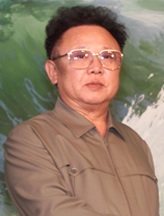
金正日のトレードマークであるサングラスと短くふわふわな（Bouffant）ヘアスタイル。背を高くみせるためにこの髪型にしたともいわれている

前述のように服装および整容に関する規定はすでに北朝鮮の社会の一部となっていた。1980年代初頭に名前を知られるようになった金正日はいわゆる「速度戦カット」（Speed Battle Cut）と呼ばれた角刈りが有名だったが、金は後に父親好みのサイドを短くしたふわりとした髪型に戻している。金正日が父の後を継ぐと、西欧的なファッションの制限令は一定程度ゆるめられた。女性はパーマをあてることが許され、男性であれば髪を少し伸ばしたすこともできたし、おおっぴらにダンスをすることさえ認められていた。とはいえ金正日時代の初期にはこのようにわずかに許容範囲が広がっただけで、ジーンズのような明らかに西欧的なファッションは全面的に禁止されたままだった。長髪にした男性は逮捕され、断髪を強制された。
労働新聞によれば、総書記は人民の身だしなみに入り込もうとする資本主義に対するゲリラ戦をたたかったのだという。長髪だけでなくだらしない靴もまた西欧文化を真似て国家を存亡の危機に追いやる行為の典型だとみなされた。2000年代に入っても、サッカーを観戦中に選手の長髪に怒りをあらわにする金正日の言動が報じられている。このときはあらためて公式に男性の長髪禁止が宣言され、企業や大学などで人手を割いて髪の長さのチェックが行われた。

## テレビ・シリーズ
この『社会主義的生活様式にふさわしい髪型にしよう』は定期的に放送されるテレビ番組『常識』の一部として2004年にシリーズ化された。この年の秋にはさらに大規模なメディア・キャンペーンが始まり（テレビだけでなく活字やラジオでも）、男性にはきちんとした服装とさっぱりした外見が求められた。とりわけ番組では角刈りのように髪を短くするヘアスタイルが奨励され、長さは1cmから5cmまでに保ち、15日おきに髪を切るのがよいとされた。国で定められた公式の髪型でも、50歳以上の男性ははげを隠すためにトップの髪を7cmまで伸ばすことが許されていた。
最初の5回シリーズでは公認されるヘアスタイルを紹介するだけだったが、後半になるとさらに踏み込み、男性を例にどういう髪型にすべき「でない」かを示すようになった。モデルはそれぞれの名前と住所（あるいは勤務先）が字幕と/または声で公表された。2005年1月のある回にはある北朝鮮市民が、髪の毛を耳まで伸ばすよくない例として紹介された。このときナレーションの声は「この髪型を恥ずかしいと思わない同志の文化的素養のなさに疑問を感じずにはいられません。こんなだらしない心の持ち主が立派に義務を果たせるものでしょうか」というものだった。
次のシリーズでは、人々に自分たちの髪型についてインタビューする形式がとられている。西側メディアの報道によれば、「社会主義的生活様式にふさわしい髪型にしよう」と同時に放送されているテレビ番組の一環で、北朝鮮の首都平壌では不健全な髪型の市民を監視するため隠しカメラが設置されたのだという。違反した人間は番組の司会者にインタビューされ、自分の格好について釈明が求められるとともに、警告として名前と住所、勤務先が公表される。ある場合には、国の規定に沿って夫の外見を整えなかったという理由でその妻や会社が批判されることもあった。こうした北朝鮮の社会規範や社会通念は金正日一族を満足させるためにつくられている、とも言われている。